# Drabovo-Bareatînska, Drabiv
Drabovo-Bareatînska (în ucraineană Драбово-Барятинська) este o comună în raionul Drabiv, regiunea Cerkasî, Ucraina, formată numai din satul de reședință.

## Demografie
Componența lingvistică a comunei Drabovo-Bareatînska
     Ucraineană (96,52%)
     Rusă (2,65%)
     Alte limbi (0,63%)
Conform recensământului din 2001, majoritatea populației comunei Drabovo-Bareatînska era vorbitoare de ucraineană (96,52%), existând în minoritate și vorbitori de rusă (2,65%).